# Coelichneumon klapperichi
Coelichneumon klapperichi là một loài tò vò trong họ Ichneumonidae.